# غريدلي (كاليفورنيا)
غريدلي (بالإنجليزية: Gridley )‏ هي إحدى مدن مقاطعة بوتي، كاليفورنيا. تم إعطاءها لقب مدينة في 23 نوفمبر، 1905.

## التركيبة السكانية
حدّد مكتب تعداد الولايات المتحدة بيانات التركيبة السكانية لغريدلي في تعداد الولايات المتحدة. في ما يلي، التركيبة السكانية حسب تعدادي 2000 و2010.

### تعداد عام 2000
بلغ عدد سكان غريدلي 5,382 نسمة بحسب تعداد عام 2000، وبلغ عدد الأسر 1,841 أسرة وعدد العائلات 1,266 عائلة مقيمة في المدينة. في حين سجلت الكثافة السكانية 996.7 نسمة لكل كيلومتر مربع (2,581.4/ميل2). وبلغ عدد الوحدات السكنية 1,963 وحدة بمتوسط كثافة قدره 363.5 لكل كيلومتر مربع (941.5/ميل2).
وتوزع التركيب العرقي للمدينة بنسبة 66.57% من البيض و0.32% من الأمريكيين الأفارقة و1.54% من الأمريكيين الأصليين و3.47% من الأمريكيين ذوي الأصول الآسيوية و0.02% من سكان جزر المحيط الهادئ و24.06% من الأعراق الأخرى و4.01% من عرقين مختلطين أو أكثر و38.63% من الهسبانيون أو اللاتينيون من أي عرق.
بلغ عدد الأسر 1,841 أسرة كانت نسبة 41.9% منها لديها أطفال تحت سن الثامنة عشر تعيش معهم، وبلغت نسبة الأزواج القاطنين مع بعضهم البعض 48% من أصل المجموع الكلي للأسر، ونسبة 15.3% من الأسر كان لديها معيلات من الإناث دون وجود شريك، بينما كانت نسبة 5.5% من الأسر لديها معيلون من الذكور دون وجود شريكة وكانت نسبة 31.2% من غير العائلات. تألفت نسبة 26.5% من أصل جميع الأسر من عدة أفراد يعيشون في نفس المنزل ونسبة 15.1% كانت تتألف من شخص يعيش بمفرده يبلغ من العمر 65 عاماً أو أكثر. وبلغ متوسط حجم الأسرة المعيشية 2.86، أما متوسط حجم العائلات فبلغ 3.48.
بلغ العمر الوسطي للسكان 32.9 عاماً. وكانت نسبة 30.1% من القاطنين تحت سن الثامنة عشر، وكانت نسبة 10% بين الثامنة عشر والرابعة والعشرين عاماً، ونسبة 25.3% كانت واقعةً في الفئة العمرية ما بين الخامسة والعشرين والرابعة والأربعين عاماً، ونسبة 18.4% كانت ما بين الخامسة والأربعين والرابعة والستين، ونسبة 14% كانت ضمن فئة الخامسة والستين عاماً فما فوق. يوجد لكل 100 أنثى 92.9 ذكر، ويوجد لكل 100 أنثى في الثامنة عشر من عمرها فما فوق 88.2 ذكر.
بلغ متوسط دخل الأسرة في المدينة 24,368 دولارًا، أما متوسط دخل العائلة فبلغ 29,957 دولارًا. وكان متوسط دخل الذكور 28,347 دولارًا مقابل 24,444 دولارًا للإناث. وسجل دخل الفرد الخاص بالمدينة 12,267 دولارًا. وكانت نسبة 19.5% من العائلات ونسبة 23.3% من السكان تحت خط الفقر، وكان من هؤلاء نسبة 35.7% تحت سن الثامنة عشر ونسبة 5.8% في الخامسة والستين من العمر وما فوق.

### تعداد عام 2010
بلغ عدد سكان غريدلي 6,584 نسمة بحسب تعداد عام 2010، وبلغ عدد الأسر 2,183 أسرة وعدد العائلات 1,559 عائلة مقيمة في المدينة. في حين سجلت الكثافة السكانية 1,219.3 نسمة لكل كيلومتر مربع (3,158.0/ميل2). وبلغ عدد الوحدات السكنية 2,406 وحدة بمتوسط كثافة قدره 445.6 لكل كيلومتر مربع (1,154.1/ميل2).
وتوزع التركيب العرقي للمدينة بنسبة 65.05% من البيض و0.84% من الأمريكيين الأفارقة و1.49% من الأمريكيين الأصليين و3.78% من الأمريكيين ذوي الأصول الآسيوية و0.05% من سكان جزر المحيط الهادئ و23.57% من الأعراق الأخرى و5.22% من عرقين مختلطين أو أكثر و45.57% من الهسبانيون أو اللاتينيون من أي عرق.
بلغ عدد الأسر 2,183 أسرة كانت نسبة 41.7% منها لديها أطفال تحت سن الثامنة عشر تعيش معهم، وبلغت نسبة الأزواج القاطنين مع بعضهم البعض 49.8% من أصل المجموع الكلي للأسر، ونسبة 15.5% من الأسر كان لديها معيلات من الإناث دون وجود شريك، بينما كانت نسبة 6.1% من الأسر لديها معيلون من الذكور دون وجود شريكة وكانت نسبة 28.6% من غير العائلات. تألفت نسبة 23.8% من أصل جميع الأسر من عدة أفراد يعيشون في نفس المنزل ونسبة 13.6% كانت تتألف من شخص يعيش بمفرده يبلغ من العمر 65 عاماً أو أكثر. وبلغ متوسط حجم الأسرة المعيشية 2.96، أما متوسط حجم العائلات فبلغ 3.54.
بلغ العمر الوسطي للسكان 33.1 عاماً. وكانت نسبة 28.7% من القاطنين تحت سن الثامنة عشر، وكانت نسبة 10.1% بين الثامنة عشر والرابعة والعشرين عاماً، ونسبة 25.5% كانت واقعةً في الفئة العمرية ما بين الخامسة والعشرين والرابعة والأربعين عاماً، ونسبة 21.5% كانت ما بين الخامسة والأربعين والرابعة والستين، ونسبة 14.1% كانت ضمن فئة الخامسة والستين عاماً فما فوق. وتوزع التركيب الجنسي للسكان بنسبة 48.5% ذكور و51.5% إناث.

## المناخ
يظهر الجدول التالي التغييرات المناخية على مدار السنة لغريدلي:
| البيانات المناخية لـغريدلي            | البيانات المناخية لـغريدلي | البيانات المناخية لـغريدلي | البيانات المناخية لـغريدلي | البيانات المناخية لـغريدلي | البيانات المناخية لـغريدلي | البيانات المناخية لـغريدلي | البيانات المناخية لـغريدلي | البيانات المناخية لـغريدلي | البيانات المناخية لـغريدلي | البيانات المناخية لـغريدلي | البيانات المناخية لـغريدلي | البيانات المناخية لـغريدلي | البيانات المناخية لـغريدلي |
| الشهر                                 | يناير                      | فبراير                     | مارس                       | أبريل                      | مايو                       | يونيو                      | يوليو                      | أغسطس                      | سبتمبر                     | أكتوبر                     | نوفمبر                     | ديسمبر                     | المعدل السنوي              |
| ------------------------------------- | -------------------------- | -------------------------- | -------------------------- | -------------------------- | -------------------------- | -------------------------- | -------------------------- | -------------------------- | -------------------------- | -------------------------- | -------------------------- | -------------------------- | -------------------------- |
| الدرجة القصوى °ف (°م)                 | 70 (21)                    | 78 (26)                    | 84 (29)                    | 95 (35)                    | 106 (41)                   | 108 (42)                   | 113 (45)                   | 113 (45)                   | 112 (44)                   | 101 (38)                   | 84 (29)                    | 72 (22)                    | 113 (45)                   |
| متوسط درجة الحرارة الكبرى °ف (°م)     | 52 (11)                    | 59 (15)                    | 63.2 (17.3)                | 73.4 (23.0)                | 80.6 (27.0)                | 88 (31)                    | 96 (36)                    | 93.5 (34.2)                | 89.8 (32.1)                | 77.5 (25.3)                | 63.4 (17.4)                | 54.1 (12.3)                | 74.2 (23.4)                |
| متوسط درجة الحرارة الصغرى °ف (°م)     | 34.8 (1.6)                 | 37.9 (3.3)                 | 41.6 (5.3)                 | 46.3 (7.9)                 | 52.4 (11.3)                | 57.1 (13.9)                | 60.9 (16.1)                | 58.4 (14.7)                | 55.7 (13.2)                | 48.3 (9.1)                 | 40.1 (4.5)                 | 37.5 (3.1)                 | 47.6 (8.7)                 |
| أدنى درجة حرارة °ف (°م)               | 19 (−7)                    | 24 (−4)                    | 26 (−3)                    | 28 (−2)                    | 36 (2)                     | 42 (6)                     | 48 (9)                     | 48 (9)                     | 42 (6)                     | 28 (−2)                    | 20 (−7)                    | 22 (−6)                    | 19 (−7)                    |
| الهطول إنش (مم)                       | 5.07 (129)                 | 3.05 (77)                  | 2.62 (67)                  | 1.04 (26)                  | 0.86 (22)                  | 0.26 (6.6)                 | 0.03 (0.76)                | 0.02 (0.51)                | 0.36 (9.1)                 | 0.89 (23)                  | 2.25 (57)                  | 3.72 (94)                  | 20.19 (513)                |
| متوسط تساقط الثلوج إنش (سم)           | 0.4 (1.0)                  | 0.1 (0.25)                 | 0 (0)                      | 0 (0)                      | 0 (0)                      | 0 (0)                      | 0 (0)                      | 0 (0)                      | 0 (0)                      | 0 (0)                      | 0 (0)                      | 0 (0)                      | 0.5 (1.3)                  |
| متوسط أيام هطول الأمطار (≥ 0.01 inch) | 12                         | 9                          | 9                          | 4                          | 4                          | 2                          | 0                          | 0                          | 1                          | 4                          | 6                          | 10                         | 61                         |
| المصدر:                               |                            |                            |                            |                            |                            |                            |                            |                            |                            |                            |                            |                            |                            |

## أعلام
- إسحاق أوستن